# کامپیوتر مجموعه دستورالعمل های حداقلی
کامپیوتر مجموعه دستور العمل حداقلی(MISC)، معماری ای برای واحد پردازش مرکزی است؛ که معمولاً به صورت میکروپروسسور با تعداد بسیار کمی عملیات و آپ‌کد است؛ که با هم مجموعه دستورالعمل را تشکیل می‌دهند. چنین مجموعه‌هایی به دلیل کاهش سایز مشخص کننده‌های عملوند معمولاً به جای ثبات پردازنده(register) بر اساس پشته هستند.
این نوع معماری ماشین پشته‌ای راحت تر است زیرا تمام دستورالعمل‌ها بر روی بالاترین ورودی‌های پشته عمل می‌کند.
از نتایج معماری پشته ای می‌توان به این اشاره کرد، که به صورت کلی مجموعه دستورالعمل‌ها کوچک‌تر باعث کوچک‌تر و سریع تر شدن واحد رمزگشایی دستورالعمل‌ها شده و این باعث سریع تر شدن اجرا هر دستورالعمل می‌شود

## مشخصات و علت این نوع طراحی
جدا از تعاریف بر مبنای پشته، معماری MISC بر مبنای تعداد دستورالعمل‌ها پشتیبانی شده نیز تعریف می‌شود.
- MISC معمولاً دارای ۳۲ دستوالعمل یا کمتر می‌باشد؛ که NOP (کد)، RESET کد و CPUID کد بالاجماع به خاطر ویژگی‌ها پایه ای که دارند؛ جز دستورالعمل‌ها نمی‌باشند.
- ۳۲ دستورالعمل بیشترین تعداد مجاز دستورالعمل برای MISC می‌باشد اگرچه ۸ یا ۱۶ دستورالعمل به مفهوم «دستورالعمل‌ها حداقلی» نزدیک تر است.
- یک سی‌پی‌یو MISC نمی‌تواند مانند محاسبات بدون مجموعه دستورالعمل ۰ دستورالعمل داشته باشد.
- یک سی‌پی‌یو MISC نمی‌تواند مانند کامپیوترهای تک دستورالعملی، تنها یک دستورالعمل داشته باشد.
- دستورالعمل‌ها سی‌پی‌یو به‌طور پبش‌فرض نباید مجموعه وسیعی از ورودی‌ها را پشتیبانی کند، بنابراین معمولاً از سیپییوهای ۸ بیتی یا ۱۶ بیتی استفاده می‌شود.
- اگر یک سی‌پی‌یو داری ان‌اکس بیت باشد به احتمال زیاد یک رایانه با دستورهای پیچیده(CISC) یا یک رایانه کم دستور(RISC) در نظر گرفته می‌شود.
- تراشه‌های MISC معمولاً فاقد هرگونه محافظت از حافظه سخت‌افزاری هستند، مگر اینکه دلیل خاصی برای داشتن این ویژگی وجود داشته باشد.
- اگر یک سی‌پی‌یو داری یک زیر سیستم ریزبرنامه‌سازیشده باشد، MISC نیست.
- تنها حالت آدرس‌دهی که برای سی‌پی‌یو MISC مجاز است بارگیری(load) و ذخیره‌سازی(store) است؛ مانند سی‌پی‌یوهای RISC.
- سی‌پی‌یوهای MISC معمولاً بین 64KB تا 4GB حافظه آدرس‌پذیر در دسترس دارند؛ اما معمولاً کم‌تر از یک مگابایت طراحی می‌شوند

همچنین، خطوط لوله دستورالعمل MISC معمولاً بسیار ساده هستند. به‌طور کلی خط لوله (رایانه)، پیش‌بینی‌کننده پرش، اجرای خارج از ترتیب، تغییر نام ثبات و اجرای پیش بینانه نشان می‌دهد که سی‌پی‌یو از دسته MISC نیست.
به‌طور کلی سی‌پی‌یوهای یک بیتی منسوخ شدند(MISC و OISC نیستند)، اولین کامپیوتر نانولوله کربنی یک کامپیوتر یک بیتی با یک دستورالعمل است و فقط ۱۷۸ ترانزیستور دارد؛ بنابراین احتمالاً ساده‌ترین سی‌پی‌یو ساخته شده (بر اساس تعداد ترانزیستور) است.

## تاریخچه
برخی از اولین رایانه‌های دیجیتالی که با مجموعه‌های دستورالعمل پیاده‌سازی شدند، طبق تعریف مدرن MISC بودند.
در میان این کامپیوترهای مختلف، تنها ILLIAC و ORDVAC دارای مجموعه دستورالعمل‌های سازگار بودند.
- منچستر بیبی (دانشگاه منچستر، انگلستان) اولین اجرای موفقیت‌آمیز برنامه ذخیره شده خود را در ۲۱ ژوئن ۱۹۴۸ انجام داد.
- ماشین حساب خودکار ذخیره‌سازی الکترونیکی (EDSAC، دانشگاه کمبریج، انگلستان) اولین کامپیوتر ذخیره الکترونیکی کاربردی بود (مه ۱۹۴۹)
- منچستر مارک ۱ (دانشگاه ویکتوریا منچستر، انگلستان) از منچستر بیبی توسعه یافت (ژوئن ۱۹۴۹)
- کامپیوتر خودکار تحقیقات علمی و صنعتی مشترک المنافع (CSIRAC، شورای تحقیقات علمی و صنعتی) استرالیا (نوامبر ۱۹۴۹)
- رایانه خودکار متغیر گسسته الکترونیکی (EDVAC، آزمایشگاه تحقیقات بالستیک، آزمایشگاه محاسبات در زمین آزمایش آبردین ۱۹۵۱)
- رایانه خودکار متغیر گسسته (ORDVAC، دانشگاه ایلینویز در اوربانا-شامپین) در آبردین پرووینگ گراند، مریلند (تکمیل در نوامبر ۱۹۵۱)
- ماشین IAS در دانشگاه پرینستون (ژانویه ۱۹۵۲)
- Maniac I در آزمایشگاه علمی لس آلاموس (مارس ۱۹۵۲)
- MESM اولین آزمایش خود را در ۶ نوامبر ۱۹۵۰ در کی‌یف انجام داد
- کامپیوتر خودکار ایلینوی (ILLIAC) در دانشگاه ایلینوی، (سپتامبر ۱۹۵۲)

## کامپیوترها با برنامه ذخیره شدهٔ اولیه
- IBM SSEC این توانایی را داشت که دستورالعمل‌ها را به عنوان داده در نظر بگیرد؛ این کامپیوتر در ۲۷ ژانویه ۱۹۴۸ به‌طور عمومی نشان داده شد. امتیاز آن در ۲۸ آوریل ۱۹۵۳ به آمریکا داده شد. با این حال کاملاً الکتریکی نبوده و الکترومکانیکی به حساب می‌آمد. در این کامپیوتر به دلیل حافظه محدود دستورالعمل‌ها از روی نور کاغذی خوانده می‌شد.
- منچستر بیبی، توسط دانشگاه ویکتوریا منچستر، اولین کامپیوتر کاملاً الکترونیکی بود که یک برنامه ذخیره شده را اجرا کرد. پس از اجرای یک برنامه تقسیم ساده و برنامه ای برای نشان دادن اینکه دو عدد نسبت به هم اول هستند، یک برنامه فاکتورگیری را به مدت ۵۲ دقیقه در ۲۱ ژوئن ۱۹۴۸ اجرا کرد.
- یکپارچه‌ساز عددی الکترونیکی و رایانه (ENIAC) برای اجرا به‌عنوان رایانه‌ای اولیه با برنامه ذخیره‌شده فقط خواندنی (با استفاده از جدول‌های تابع برای حافظه فقط خواندنی برنامه (ROM) اصلاح شد و در ۱۶ سپتامبر ۱۹۴۸ رونمایی شد و برنامه ای توسط آدل گلدستاین برای فون نویمان اجرا شد
- .کامپیوتر باینری خودکار (BINAC) برخی از برنامه‌های آزمایشی را در فوریه، مارس و آوریل ۱۹۴۹ اجرا کرد، اگرچه تا سپتامبر ۱۹۴۹ تکمیل نشد.
- منچستر مارک ۱ از پروژه منچستر بیبی توسعه یافت. یک نسخه متوسط از Mark 1 برای اجرای برنامه‌ها در آوریل ۱۹۴۹ در دسترس بود، اما تا اکتبر ۱۹۴۹ تکمیل نشد.
- ماشین حساب خودکار ذخیره‌سازی الکترونیکی (EDSAC) اولین برنامه خود را در ۶ می ۱۹۴۹ اجرا کرد.
- کامپیوتر خودکار متغیر گسسته الکترونیکی (EDVAC) در اوت ۱۹۴۹ تحویل داده شد، اما مشکلاتی داشت که باعث شد تا سال ۱۹۵۱ نتواند به‌طور منظم کار کند
- .کامپیوتر خودکار تحقیقات علمی و صنعتی مشترک المنافع(CSIRAC، سابق CSIR Mk I) اولین برنامه خود را در نوامبر ۱۹۴۹ اجرا کرد.
- استانداردهای کامپیوتر اتوماتیک شرقی (SEAC) در آوریل ۱۹۵۰ نشان داده شد.
- Pilot ACE اولین برنامه خود را در ۱۰ می ۱۹۵۰ اجرا کرد و در دسامبر ۱۹۵۰ رونمایی شد.
- استانداردهای وسترن اتوماتیک کامپیوتر (SWAC) در ژوئیه ۱۹۵۰ تکمیل شد.
- Whirlwind در دسامبر ۱۹۵۰ تکمیل شد و در آوریل ۱۹۵۱ مورد استفاده قرار گرفت.
- اولین ERA Atlas (بعدا the commercial ERA 1101/UNIVAC 1101) در دسامبر ۱۹۵۰ نصب شد.

## نقاط ضعف طراحی
نقطه ضعف MISC این است که دستورالعمل‌ها وابستگی متوالی بیشتری دارند، و این باعث می‌شود موازی‌سازی در سطح دستورالعمل کاهش یابد.
معماری MISC با برخی ویژگی‌های برخی از زبان‌های برنامه‌نویسی مانند استفاده از پشته توسط زبان برنامه‌نویسی فورث و ماشین مجازی جاوا اشتراکات زیادی دارند. همه اینها در موازی سازی کامل در سطح دستورالعمل ضعیف هستند.

## سی‌پی‌یوهای قابل توجه
احتمالاً موفق‌ترین MISC از نظر تجاری، معماری اصلی ترنسپوتر INMOS بود که واحد ممیز شناور نداشت. با این حال، بسیاری از ریزکنترل‌گر ۸ بیتی که برای برنامه‌های کاربردی کامپیوتری تعبیه شده، نوعی MISC هستند.
هر فضاپیمای STEREO شامل دو سی‌پی‌یو MISC P24 و دو سی‌پی‌یو MISC CPU24 است.

## جستارهای‌وابسته
- رایانه با دستورهای پیچیده
- رایانه کم دستور